# Liste der EU-Vogelschutzgebiete in der Republik Zypern

Natura-2000-Logo

Die folgende Liste enthält alle 33 Europäischen Vogelschutzgebiete (griechisch: Περιοχές για την Προστασία της Ορνιθοπανίδας) nach Art. 4 (1) der Europäischen Vogelschutzrichtlinie in der Republik Zypern. Die Gebiete sind Bestandteil des europäischen Schutzgebietsnetzes Natura 2000. 
Die Vogelschutzgebiete umfassen insgesamt ca. 9.980 km², wobei davon 8.326 km² alleine auf das größte zypriotische Vogelschutzgebiet Oceanid entfallen, das westlich der Insel im Mittelmeer liegt. Die maritimen Schutzgebietsflächen inbegriffen, sind die von der Republik Zypern gemeldeten Vogelschutzgebiete flächenmäßig größer als das (terrestrische) Staatsgebiet, was sonst nur noch bei Malta der Fall ist. Die terrestrische Schutzgebietsfläche beläuft sich auf 1.543 km² und damit auf rund ein Viertel der De-facto-Staatsfläche. Das kleinste Vogelschutzgebiet in Zypern ist mit knapp sechs Hektar ein kurzer Küstenabschnitt an der Westküste bei Deryneia. Im Mittel sind die zypriotischen Vogelschutzgebiete 302 km² groß, der Median liegt bei 25 km². Im EU-weiten Vergleich liegen die zypriotischen Vogelschutzgebiete flächenmäßig also leicht über dem Durchschnitt.

## Hinweise zu den Angaben in der Tabelle
- Gebietsname: Amtliche Bezeichnung des Schutzgebiets
- Datei/Commons: Datei und Link zu weiteren Dateien aus dem Schutzgebiet
- WDPA-ID: Link zum Schutzgebiet in der World Database on Protected Areas
- EEA-ID: Link zum Schutzgebiet in der Datenbank der European Environment Agency (EEA)
- Fläche: Gesamtfläche des Schutzgebiets in Hektar
- Bemerkungen: Besonderheiten und Anmerkung

## Tabelle
| Gebietsname                                   | Datei/Commons | WDPA-ID   | EEA-ID    | Fläche ha | Lage | Bemerkungen |
| --------------------------------------------- | ------------- | --------- | --------- | --------- | ---- | --- |
| Dasos Pafou                                   |               | 555537169 | CY2000006 | 60.225,9  | ⊙    | Großes, zusammenhängendes Waldgebiet mit besonderer Bedeutung für Greifvögel, Zwergohreule, Zypernsteinschmätzer und andere endemische Arten, Maskenwürger und zahlreiche weitere Vogelarten.                                                                                   |
| Periochi Tzionia                              |               | 555537170 | CY2000013 | 6.842,8   | ⊙    | Gebiet mit ausgedehnten mediterranen Strauchheiden und einzelnen Waldgebieten mit besonderer Bedeutung für die zyprische Unterart cypriotes der Tannenmeise und den Ziegenmelker.                                                                                               |
| Periochi Atsa - Agios Theodoros               |               | 555537171 | CY2000014 | 2.924,2   | ⊙    | Waldgebiet mit Beständen der Kalabrischen Kiefer mit besonderer Bedeutung für endemische Unterarten von Zwergohreule und Tannenmeise sowie Zypernsteinschmätzer, Maskenwürger und Grauortolan.                                                                                  |
| Vounokorfes Madaris - Papoutsas               |               | 555537172 | CY2000015 | 12.823,8  | ⊙    | Waldgebiet um die Berge Madari und Papoutsa mit besonderer Bedeutung für den Habichtsadler und Zypernsteinschmätzer. |
| SPA Kavo Gkreko                               |               | 555623079 | CY3000002 | 1.911,1   | ⊙    | Halbinsel samt vorgelagerter Meeresfläche im äußersten Osten Zyperns mit besonderer Bedeutung für Zugvögel, Schuppengrasmücke und Zypernsteinschmätzer. Östlichstes Vogelschutzgebiet der EU.                                                                                   |
| Fragma Achnas                                 |               | 555537174 | CY3000007 | 178,9     | ⊙    | Künstliches angestautes Feuchtgebiet mit besonderer Bedeutung für Stelzenläufer und Spornkiebitz. |
| Limni Paralimniou                             |               | 555579916 | CY3000008 | 272,6     | ⊙    | Zweitgrößtes Feuchtgebiet Zyperns mit besonderer Bedeutung für Spornkiebitz, Stelzenläufer und Seeregenpfeifer. |
| Periochi Agias Theklas - Liopetri             |               | 555537176 | CY3000009 | 69,8      | ⊙    | Abschnitt der Südküste westlich von Agia Napa. Bedeutendes Rastgebiet für den Wüstenregenpfeifer, Sandregenpfeifer und Eisvogel. |
| Deryneia                                      |               |           | CY3000011 | 5,7       | ⊙    | Abschnitt der Westküste mit Phrygana-Vegetation. Durch die Lage in der UN-Pufferzone weitestgehend störungsfrei. Besondere Bedeutung für Zugvögel, wie den Wüstenregenpfeifer.                                                                                                  |
| Vouni Panagias                                |               | 555579917 | CY4000004 | 946,9     | ⊙    | Strukturreiches Gebiet mit Wald, Phrygana und Felsformationen. Besondere Bedeutung für Greifvögel, Grasmücken und viele weitere Vogelarten. |
| Faros Kato Pafou                              |               | 555579919 | CY4000013 | 87,7      | ⊙    | Halbinsel im südwestlich der Stadt Paphos. Bedeutendes Rastgebiet für den Wüstenregenpfeifer und andere Zugvögel. |
| Farangia Agias Aikaterinis - Agias Paraskevis |               | 555537180 | CY4000016 | 1.203,5   | ⊙    | Bis zu 250 m tiefe Schlucht mit permanent wasserführenden Fließgewässern, Macchia-Vegetation und Waldstücken. Besondere Bedeutung für Blauracke, Grasmücken und Fliegenschnäpper.                                                                                               |
| Gkremoi Chanoutari                            |               | 555537181 | CY4000017 | 2.469,8   | ⊙    | Bergiges Gebiet um die Xeros-Schlucht mit ausgedehnten Weinbergen und Macchien mit besonderer Bedeutung für Greifvögel und Geier. |
| Ekboles Potamon Ezousas, Xerou, Kai Diarizou  |               | 555537182 | CY4000018 | 827,1     | ⊙    | Zwei küstennahe, landwirtschaftlich genutzte Ebenen bei Paphos mit besonderer Bedeutung u. a. für Rotfußfalke und Bienenfresser |
| Zoni Eidikis Prostasias Koilada Sarama        |               | 555537183 | CY4000019 | 1.556,2   | ⊙    | Tal des Stavros tis Psokas mit Evretou-Stausee, Macchien, Phrygana und Waldgebieten. Besondere Bedeutung für Schuppengrasmücke, Greifvögel, Heidelerche und andere Arten. |
| Zoni Eidikis Prostasias Koilada Diarizou      |               | 555537184 | CY4000020 | 4.929,2   | ⊙    | Tal des Dhiarizos mit besonderer Bedeutung für Blauracke, Zypernsteinschmätzer, Schuppengrasmücke und viele andere Vogelarten. |
| Koilada Ezousas                               |               | 555537185 | CY4000021 | 5.627,0   | ⊙    | Oberes Tal des Ezousa mit besonderer Bedeutung für Greifvögel, Felsenbrüter, wie Dohle, Felsentaube und Wanderfalke sowie für die Blauracke und viele weitere Vogelarten. |
| Kremmoi Ezousas                               |               | 555537186 | CY4000022 | 1.570,0   | ⊙    | Teil des Ezousa-Tals mit besonderer Bedeutung für Greifvögel wie Adlerbussard und Wanderfalke sowie für die Blauracke, Ziegenmelker und andere Arten. |
| Zoni Eidikis Prostasias Chersonisos Akama     |               | 555537187 | CY4000023 | 18.081,9  | ⊙    | Küstenlandschaft im Westen der Insel samt der Akamas-Halbinsel mit besonderer Bedeutung für Zugvögel sowie Brutvorkommen der Zwergohreule, des Rotkopfwürgers und zahlreicher weiterer Arten.                                                                                   |
| Oceanid                                       |               | 555721798 | CY4000024 | 832.622,7 | ⊙    | Ausgedehntes Meeresgebiet westlich der Insel mit besonderer Bedeutung als Nahrungsgebiet für zahlreiche Wasservogelarten. |
| Zoni Eidikis Prostasias Xeroy Potamou         |               | 555721797 | CY4000025 | 4.272,0   | ⊙    | Tal des Xeropotamos mit besonderer Bedeutung für Schuppengrasmücke, Zypernsteinschmätzer, die Unterart cypriotes der Tannenmeise und den Halsbandfrankolin. Zudem auch für Greifvögel und im Bereich des Asprokremnos-Staudamms auch für Entenvögel.                            |
| Ethniko Dasiko Parko Troodous                 |               | 555579920 | CY5000004 | 9.008,8   | ⊙    | Nationalpark Troodos, Walddominierte Höhenlagen zwischen 700 m und 1951 m mit besonderer Bedeutung u. a. für die Unterart guillemardi des Fichtenkreuzschnabels, die Blaumerle, den Wiedehopf, einige endemische Singvogelarten und zahlreiche weitere Brut- und Zugvogelarten. |
| Akrotirio Aspro - Petra Romiou                |               | 555579921 | CY5000005 | 2.489,5   | ⊙    | Abschnitt der Südküste bei Pissouri mit besonderer Bedeutung für Eleonorenfalke, Wanderfalke, Alpensegler und weiter Arten. |
| Periochi Koiladas Xylourikou                  |               | 555537190 | CY5000008 | 3.203,1   | ⊙    | Macchien-dominiertes Gebiet mit besonderer Bedeutung für Ziegenmelker, Grauortolan, Zypernsteinschmätzer, Maskenwürger und Heidelerche. |
| Potamos Paramaliou                            |               | 555537191 | CY5000009 | 1.781,9   | ⊙    | Gebiet mit mehreren Flusstälern, das von Macchien dominiert wird. Besondere Bedeutung für Blaumerle, Zypernsteinschmätzer, Schuppengrasmücke und Greifvögel. |
| Zoni Eidikis Prostasias Cha - Potami          |               | 555537192 | CY5000010 | 8.032,6   | ⊙    | Tal des Chapotami mit Macchie und Phrygana und besonderer Bedeutung für Adlerbussard, Habichtsadler, Wanderfalke und zahlreiche Singvogelarten. |
| Zoni Eidikis Prostasias Koilada Limnati       |               | 555623087 | CY5000011 | 2.886,0   | ⊙    | Tal des Kouris oberhalb des Stausees. |
| Periochi Moytti Toy Ziou                      |               |           | CY6000001 | 18,1      | ⊙    | Gebiet mit Forstflächen und Phrygana, Vorkommen von über 65 Vogelarten, darunter Wiedehopf und Blauracke. |
| Alykes Larnakas                               |               | 555579922 | CY6000002 | 1.560,2   | ⊙    | Zwei Salzseen bei Larnaka mit herausragender Bedeutung für die Avifauna, darunter der Rosaflamingo und viele Limikolen. |
| Potamos Panagias Stazousas                    |               | 555537194 | CY6000007 | 1.745,0   | ⊙    | Gebiet am Fluss Panagias tis Stazousas mit besonderer Bedeutung für die Blauracke, den Ziegenmelker und weitere Arten. |
| Potamos Pentaschinos                          |               | 555537195 | CY6000008 | 4.055,0   | ⊙    | Tal des Flusses Pendaskhinos mit besonderer Bedeutung für Greifvögel und zahlreiche Singvögel. Der Halsbandfrankolinwurde hier angesiedelt. |
| Periochi Kosiis - Pallourokampou              |               | 555537196 | CY6000009 | 3.717,8   | ⊙    | Hügellandschaft mit Phrygana, besondere Bedeutung u. a. für Kurzzehenlerche, Blauracke, Kalanderlerche und Triel. |
| Zoni Eidikis Prostasias Limni Oroklinis       |               | 555537197 | CY6000010 | 56,4      | ⊙    | Feuchtgebiet bei Oroklini mit besonderer Bedeutung für Schafstelze, Stelzenläufer, Spornkiebitz, Seeregenpfeifer und Triel. |